# Штајнау ан дер Штрасе
Штајнау ан дер Штрасе (њем. Steinau an der Straße) општина је у њемачкој савезној држави Хесен. Једно је од 28 општинских средишта округа Мајн-Кинциг. Према процјени из 2010. у општини је живјело 10.940 становника. Посједује регионалну шифру (AGS) 6435028.

## Географски и демографски подаци
Штајнау ан дер Штрасе се налази у савезној држави Хесен у округу Мајн-Кинциг. Општина се налази на надморској висини од 174 – 490 метара. Површина општине износи 104,9 km². У самом мјесту је, према процјени из 2010. године, живјело 10.940 становника. Просјечна густина становништва износи 104 становника/km².

## Међународна сарадња
| Мјесто   | Држава   | Врста сарадње | Од    |
| -------- | -------- | ------------- | ----- |
| Велсберг | Италија  | партнерство   | 1988. |
| Седеркењ | Мађарска | контакт       | 1991. |
| Извор    |          |               |       |